# Wit als Sneeuw, Rood als Bloed
Wit als Sneeuw, Rood als Bloed is een fantasyboek van de Britse schrijfster Tanith Lee. Het is Tanith Lee's donkere variant op het sprookje Sneeuwwitje, met elementen van het verhaal van Demeter en Persephone.

## Verhaal
De mooie Arpazia leidt een rustig maar saai leven in een afgelegen kasteel. Wanneer het kasteel wordt veroverd door koning Draco, wordt Arpazia door hem als oorlogsbuit meegevoerd. In zijn vesting maakt hij haar tot zijn koningin en ze krijgt een dochter van hem, Coira geheten. Arpazia voelt weinig liefde voor haar; de lange jaren in Draco's kasteel hebben van haar een kille, koude vrouw gemaakt. Maar dan ontmoet ze de mysterieuze Klytmo, op wie ze verliefd wordt en ze begint te ontdooien. Dan betrekt hij haar bij zijn heidense rituelen ten dienste van de oude, verboden woudgoden.